# Згура Олександр Олександрович
Олекса́ндр Олекса́ндрович Згу́ра (нар. 20 серпня 1985 року в Одесі) — український футболіст, нападник усть-каменогорського «Востока».
Виступав за одеські «Чорноморець», «Чорноморець-2», «Діджитал», овідіопольський «Дністер», кіровоградську «Зірку», ФСК «Прикарпаття». У вищій лізі чемпіонату України провів 10 ігор.

## Досягнення
- Бронзовий призер Чемпіонату Європи серед юнаків (1): 1994